# Sabanalarga (kommun i Casanare, lat 4,74, long -73,01)
Sabanalarga är en kommun i Colombia.   Den ligger i departementet Casanare, i den centrala delen av landet, 120 km öster om huvudstaden Bogotá. Antalet invånare är 3 434.